# Pfannkucheneis

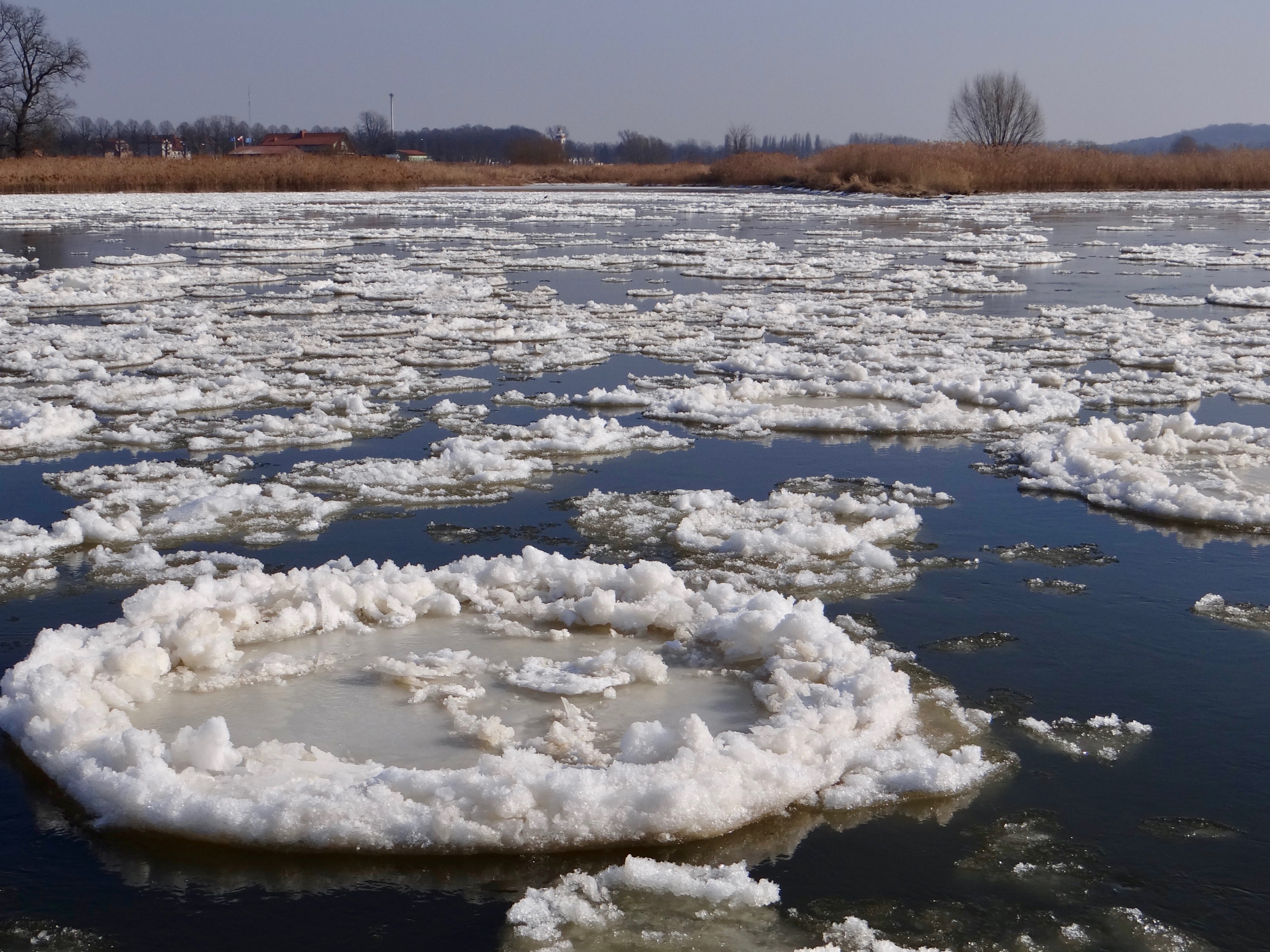
Pfannkucheneis auf der Oder

Als Pfannkucheneis (engl. Pancake Ice) oder Tellereis wird ein Meereistyp bezeichnet, der aus vorwiegend kreisförmigen Eisstücken mit einem Durchmesser von 30 cm bis 3 m besteht.
Der initiale Meereistyp besteht aus so genanntem Frazil-Eis, dies sind Eisnadeln, die an der Ozeanoberfläche gebildet werden. Im fortgesetzten Gefriervorgang fügen sich die Eisnadeln zu Plättchen und Klumpen zusammen. Es bildet sich eine dünne, suppenartige Schicht, die Eisschlamm (engl. Grease Ice) genannt wird. Aus dem Eisschlamm bildet sich danach das Pfannkucheneis. Das Vorhandensein von Seegang ist wichtig für die Bildung von Pfannkucheneis, denn sonst bildet sich eine geschlossene Eisdecke (Nilas). Durch die andauernde Kollision der „Pfannkuchen“ erhalten diese typischerweise einen wulstigen Schollenrand.
Pfannkucheneis kann innerhalb weniger Tage weite Wasserflächen bedecken. Beim Gefrieren des Wassers wird in einer kurzen Zeit eine große Menge Salz in das verbleibende Meerwasser abgegeben und erhöht dessen Dichte. Die Gewichtsunterschiede durch den konzentrierten Salzeintrag können die Entstehung von kurzlebigen konvektiven Plumes bewirken. Durch das aufwellende und sich dann abkühlende wärmere Tiefenwasser beginnt ein sich wiederholendes Wechselspiel von Gefrieren und Schmelzen, was einen Großteil der Konvektion im Winter verursacht.

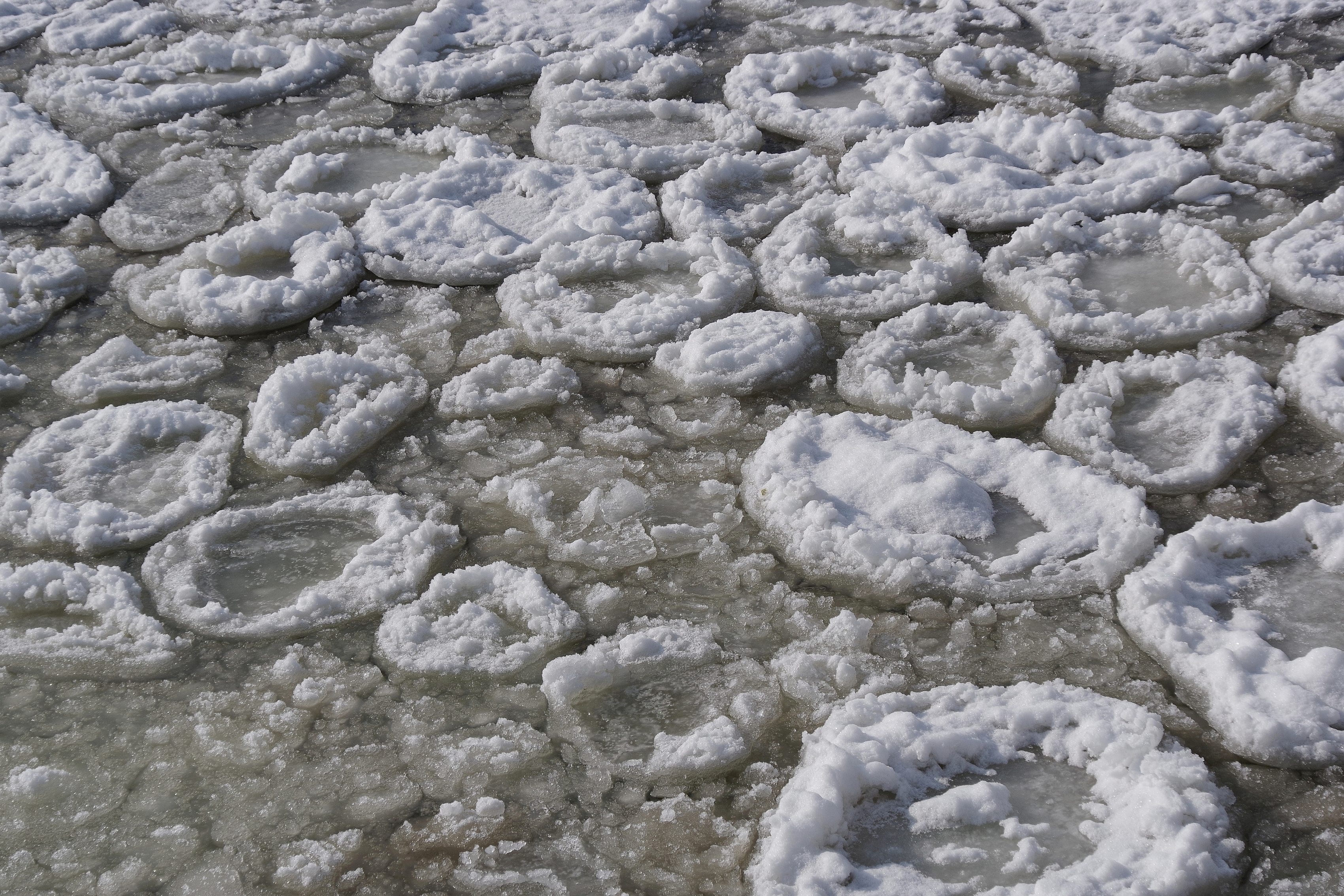
Pfannkucheneis
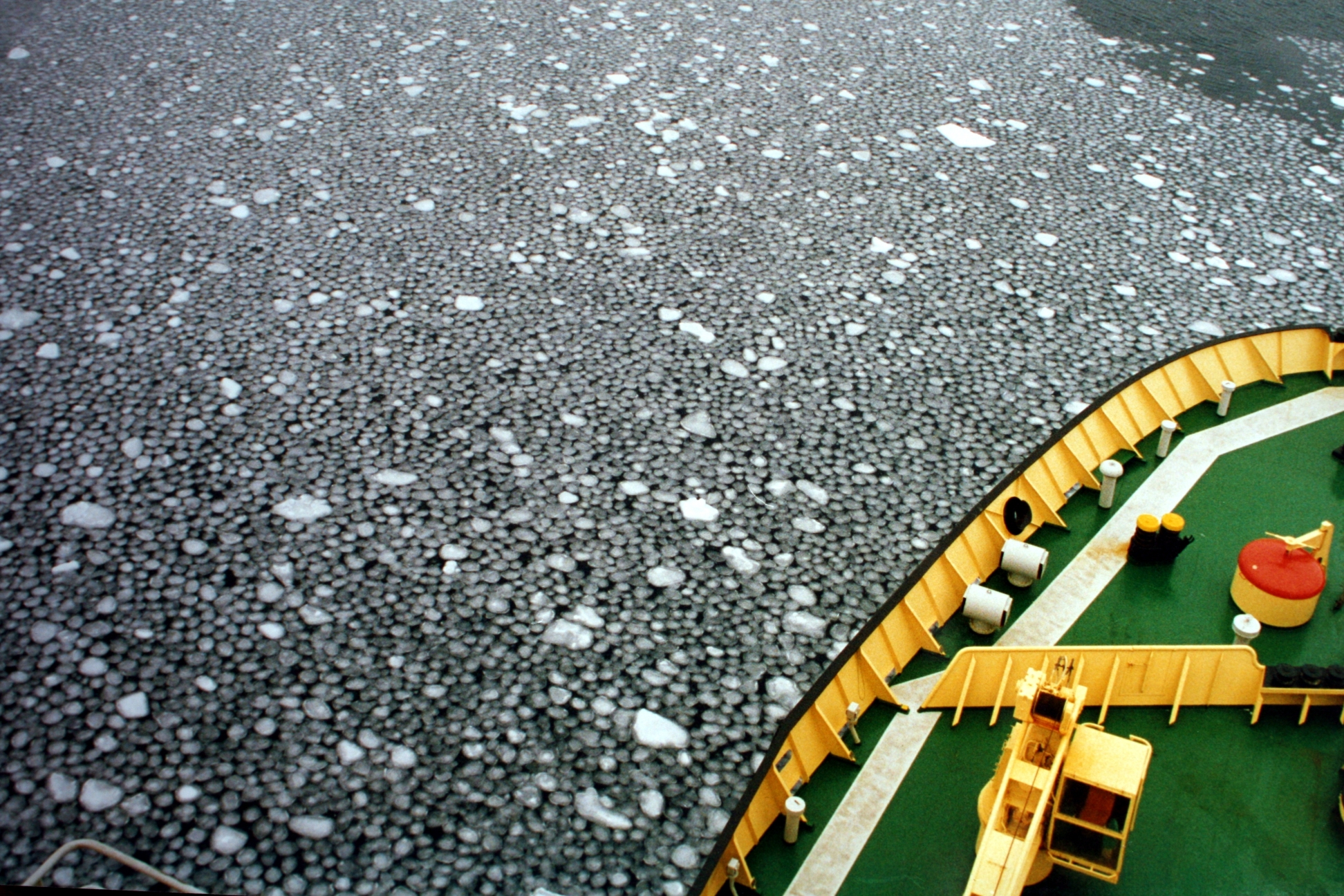
Pfannkucheneis im Rossmeer
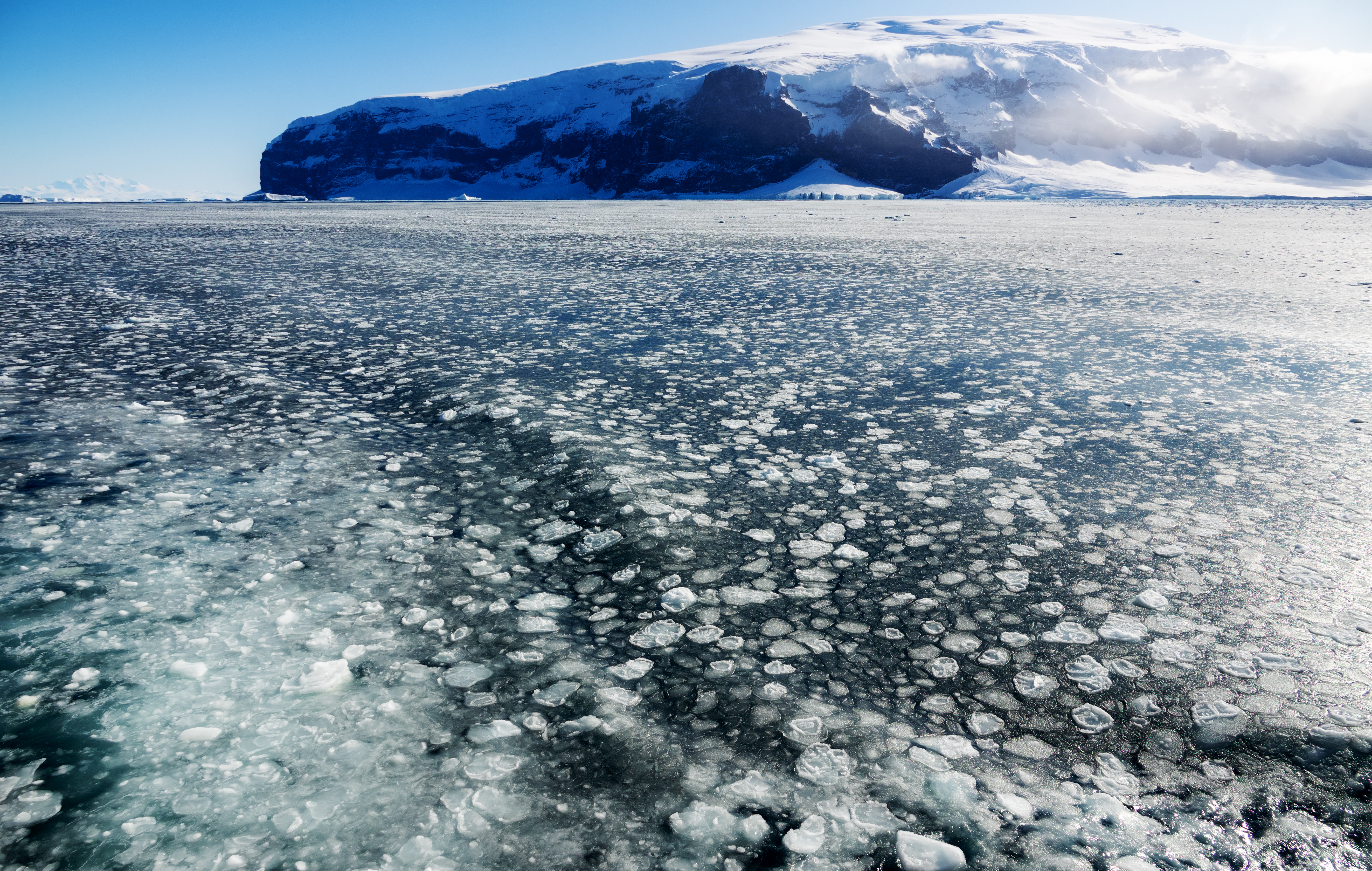
Pfannkucheneis vor Coulman Island, Antarktis 2020